# Anna Odrowąż-Coates
Anna Antonina Odrowąż-Coates z domu Odrowąż-Zawadzka (ur. 9 stycznia 1979) – polska badaczka w obszarze nauk społecznych, profesorka i prorektorka Akademii Pedagogiki Specjalnej im. Marii Grzegorzewskiej w Warszawie.

## Życiorys
Wychowała się w Gdańsku. Ukończyła studia magisterskie w zakresie socjologii na Uniwersytecie Gdańskim (1997–2002) oraz podyplomowo public relations na Politechnice Gdańskiej (2000–2002). W 2005 obroniła na UG napisany pod kierunkiem Mieczysława Guldy doktorat z nauk o polityce Sytuacja kobiet aktywnych zawodowo w Polsce i we Włoszech. W 2016 habilitowała się w dziedzinie nauk społecznych, dyscyplina pedagogika, specjalność pedagogika społeczna, na Akademii Pedagogiki Specjalnej, przedstawiając pracę Nierówności społeczno-edukacyjne: płeć, etniczność, religia. 4 sierpnia 2023 Prezydent RP nadał jej tytuł profesora w dziedzinie nauk społecznych, w dyscyplinie pedagogika. 
W skład jej zainteresowań naukowych wchodzą: prawa człowieka w perspektywie porównawczej i krytycznej, reprodukcja systemu społecznego w procesach edukacji i socjalizacji, nierówności społeczne, marginalizacja i wykluczenie, zagadnienia dotyczące wczesnej interwencji społecznej, wielokulturowość, migracje, sytuacja kobiet na świecie.
W latach 2004–2008 prowadziła badania, pracując w policji w Wielkiej Brytanii. Od 2008 związana zawodowo z Katedrą Pedagogiki Społecznej APS. Od 2018 kieruje Katedrą UNESCO im. Janusza Korczaka. Członkini Senatu Uczelni (2020–2024). Prorektorka ds. rozwoju w kadencji 2020–2024.
W latach 2016–2023 członkini Sekcji Pedagogiki Społecznej przy KNP Polskiej Akademii Nauk, Polskiego Towarzystwa Socjologicznego, przewodnicząca komisji rewizyjnej Polskiego Towarzystwa Pedagogiki Porównawczej, członkini Europejskiego Stowarzyszenia Socjologicznego (ESA), w latach 2020-2023 członkini zarządu Research Network for Education RN10 (ESA), oraz Research Committee Language and Society RC25 Międzynarodowego Stowarzyszenia Socjologicznego 2018-2023 (ISA), Polskiego Stowarzyszenia im. Janusza Korczaka, Prezydium Polskiego Towarzystwa Pedagogicznego. Redaktorka czasopism Society Register, International Journal of Pedagogy, Innovation and New Technologies. Redaktor naczelna czasopisma naukowego ISA Language Discourse & Society. 
Zajmuje się także tworzeniem muzyki popularnej.
Odznaczona m.in. Medalem Komisji Edukacji Narodowej (2019), nagrodą Polskiego Towarzystwa Socjologicznego za najlepszą rozprawę habilitacyjną (2017) oraz nagrodami rektora APS.
Córka Joanny Odrowąż-Zawadzkiej, wnuczka Zygmunta Odrowąż-Zawadzkiego. Z Chrisem Odrowąż-Coates, byłym brytyjskim pilotem wojskowym, ma córkę Ewę Odrowąż-Coates i syna Georga Odrowąż-Coates.

## Publikacje książkowe
- Anna Odrowąż-Coates, Sytuacja kobiet aktywnych zawodowo w Polsce i we Włoszech, Toruń: Wydawnictwo Adam Marszałek, 2008, ISBN 978-83-7441-941-3, OCLC 316541102. Brak numerów stron w książce
- Anna Odrowąż-Coates, Fatamorgana saudyjskiej przestrzeni społeczno-kulturowej kobiet, Kraków: Impuls, 2015, ISBN 978-83-7850-882-3. Brak numerów stron w książce
- Anna Odrowąż-Coates, Kobiety przestworzy. Refleksyjność biograficzna kobiet służących w Siłach Powietrznych Polski i Wielkiej Brytanii, Warszawa: Difin, 2016, ISBN 978-83-8085-075-0. Brak numerów stron w książce
- Anna Odrowąż-Coates, Socio-educational factors and the soft power of language. The deluge of English in Poland and Portugal, Lanham 2019, ISBN 978-1-4985-7634-5, OCLC 1124593306 (ang.). Brak numerów stron w książce